# Catshill
Catshill – wieś w Anglii, w hrabstwie Worcestershire, w dystrykcie Bromsgrove. Leży 22 km na północny wschód od miasta Worcester i 164 km na północny zachód od Londynu. W 2001 miejscowość liczyła 4428 mieszkańców.